# Ольхонская полёвка
Ольхонская полёвка (лат. Alticola olchonensis) — вид грызунов из рода скальных полёвок (Alticola) семейства Cricetidae. Эндемик России, встречается только на некоторых островах и западном побережье Байкала.

## История описания
Первоначально описанный как подвид, позже включенный в A. tuvinicus (Павлинов, Россолимо, 1987; Россолимо, 1988; Россолимо, Павлинов, 1992), а затем восстановлен как вид (Павлинов, Россолимо, 1998; Павлинов и др., 1995a). Громов и Поляков (1977) предположили, что olchonensis принадлежат к Aschizomys, как и Литвинов (1960), но все последующие пересмотры и контрольные списки связывали olchonensis с подродом Alticola. Павлинов (2002, in litt.) указал, что olchonensis не принадлежит к A. tuvinicus и должен быть возвращён в Aschizomys после первоначального описания. И его особый статус, и подродовые отношения заслуживают переоценки. Первоначально он был описан как вид, но Павлинов и Россолимо переназначили его как подвид A. tuvinicus в 1987 году, прежде чем восстановить как вид в 1998 году.

## Ареал
Встречается, в основном, на островах Ольхон и Огой на озере Байкал.

## Статус, угрозы и охрана
Ольхонская полёвка рассматривается МСОП как находящаяся под угрозой исчезновения, поскольку встречается только на двух островах. Площадь её ареала вего 2189 км², и, по всей видимости, наблюдается ухудшение качества её естественных мест обитания. Эта среда обитания находится под угрозой из-за высокой антропогенной нагрузки и связанной с этим аридизацией.

### Рекомендуемые источники
- Швецов Ю. Г., Смирнов М. Н., Монахов И. Г., 1984. Млекопитающие бассейна озера Байкал. Новосибирск: Наука, 257 с.
- Rossolimo O. L., Pavlinov I. J., 1992. Species and subspecies of Alticola s. str. (Rodentia: Arvicolidae). In: Prague Studies in Mammalogy. Prague: 149—176.
- Bodrov S. Y., Kostygov A. Y., Rudneva L. V. et al. Revision of the taxonomic position of the Olkhon mountain vole (Rodentia, Cricetidae) // Biol Bull Russ Acad Sci (2016) 43: 136. https://doi.org/10.1134/S1062359016020035